# Xena: Warrior Princess
Xena: Warrior Princess (1995-2001) is een Amerikaanse televisieserie gefilmd in Nieuw-Zeeland die in vele landen werd uitgezonden. De serie was een spin-off van Hercules: The Legendary Journeys.

## Uitgangspunt van de serie

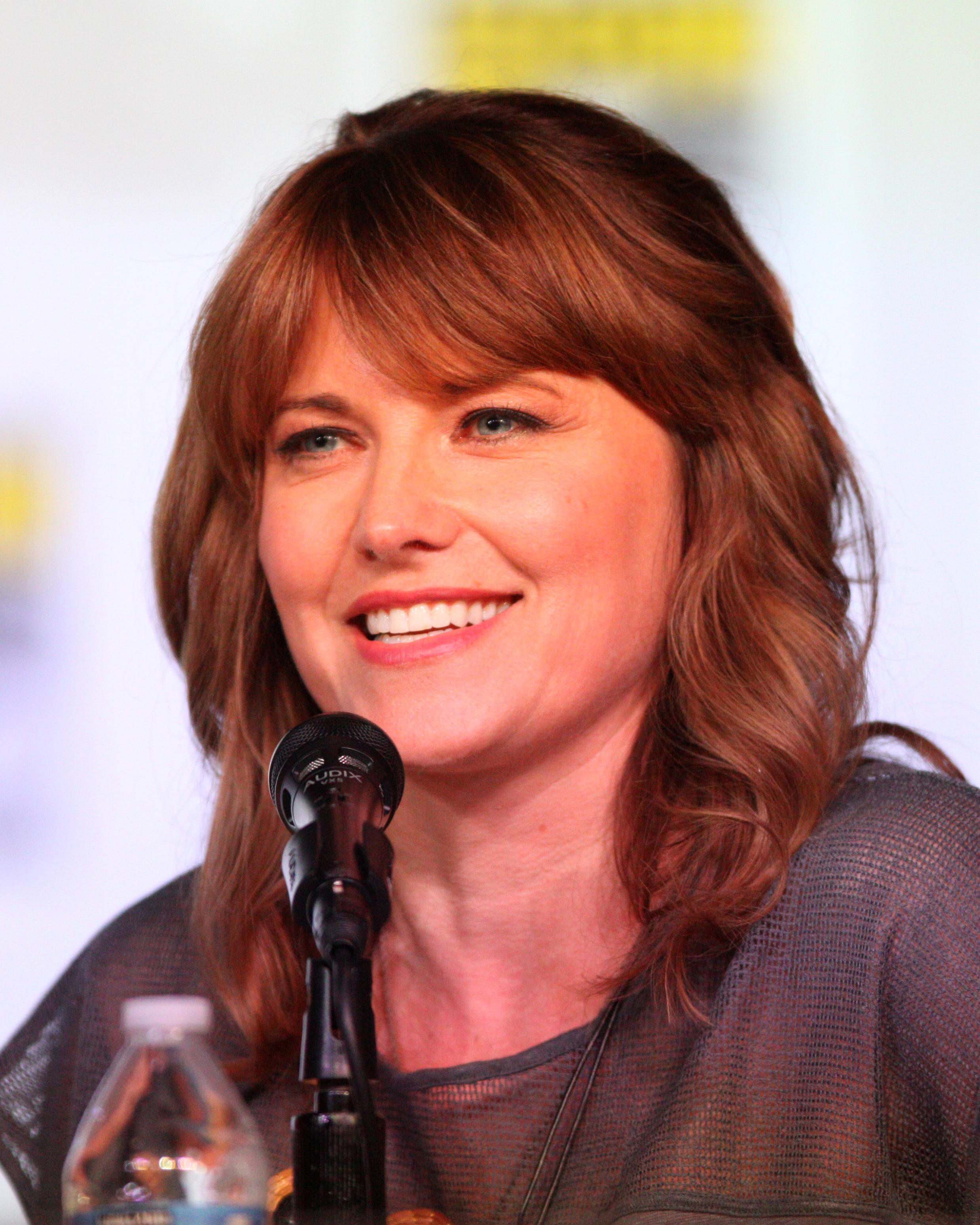
Lucy Lawless.

De serie, geplaatst in het Oude Griekenland, vertelt de avonturen van Xena (gespeeld door Lucy Lawless). In Hercules: The Legendary Journeys werd Xena geïntroduceerd als nietsontziende, manipulatieve en oorlogszuchtige leidster van een schurkenleger. Xena: Warrior Princess begint op het moment dat ze terugkeert naar de plek waar ze werd geboren. Xena's leger heeft zich intussen tegen haar gekeerd, omdat zij weigerde een zuigeling te doden. Daarop besloot zij haar duistere leven achter zich te laten en haar vele talenten belangeloos aan te wenden voor het goede. Ze bood onschuldige, wanhopige mensen haar hulp aan tegen de zwervende bendes en rooflegers, waar zij tot voor kort deel van uit had gemaakt. Ze hoopte zo haar fouten uit het verleden goed te maken. Maar dat bleek niet zo eenvoudig. Xena ontmoet tijdens haar queeste Gabrielle (gespeeld door Renée O'Connor), een jong meisje dat door Xena uit de handen van slavenhandelaars wordt gered. Gabrielle wil graag bard worden, maar in het dorp waar zij woont gebeurt nooit iets spannends. Het avontuurlijke leven van Xena trekt haar daarom aan en zij besluit, ondanks Xena's protest, om haar in haar reizen te volgen.
Hoewel de verhalen die in de serie worden verteld spannend en heroïsch zijn, draait Xena: Warrior Princess in feite om de beide hoofdpersonages en hun onderlinge relatie. Voor Xena is het in eerste instantie moeilijk om op het rechte pad te blijven, omdat het veel lastiger blijkt te zijn om het goede te doen dan het kwade. Maar zelfs als ze het juiste doet, is ze er heimelijk van overtuigd dat ze in wezen slecht is en haar bloedige verleden niet met goede daden kan compenseren. Deze innerlijke strijd is steeds een belangrijke motivatie voor haar handelen.
De serie volgt Gabrielle in haar groei naar volwassenheid, een proces dat zoals te verwachten niet zonder tegenslag en teleurstellingen verloopt. Gabrielle's opgave is om bij alle ellende, dood en verraad toch te blijven vertrouwen in de goedheid van de mens. Is dit aan het begin van de serie nog een naïef geloof, later ontwikkelt het zich tot een bewuste keuze en levensfilosofie.

## Tegenpolen
Xena en Gabrielle zijn van het begin af aan omschreven als tegenpolen: als ervaren en groen, als vechter (daden) en verteller (woorden), als troebel en puur, donker en licht, kwaad en goed. De paring van deze twee karakters is om die reden interessanter en dynamischer dan het vergelijkbare koppel Hercules en Iolaus (Hercules: The Legendary Journeys), omdat die beiden aan de goede kant staan.
Dat neemt echter niet weg dat Xena en Gabrielle elkaar hard nodig hebben en ze in de loop der tijd een innige vriendschap ontwikkelen. Gabrielle houdt Xena op het rechte pad, Xena toetst haar handelen aan Gabrielles puurheid en zeker als ze net ten goede is gekeerd is Gabrielle de enige die een onvoorwaardelijk vertrouwen heeft in haar voornemen om haar leven te beteren. Daartegenover staat dat Xena Gabrielle begeleidt en beschermt op haar weg naar volwassenheid en haar laat delen in haar kennis.

## Mythologie en geschiedenis
Xena: Warrior Princess mag gerekend worden tot het fantasy-genre. De Olympische goden, zoals Ares en Aphrodite, hebben een belangrijke rol. Zij verschijnen in lijfelijke vorm, mengen zich in het dagelijkse leven en manipuleren de hoofdpersonages door met een vingerknip een dorp op te blazen of hen een of andere vloek op te leggen. Bovendien wordt Xena's hulp regelmatig ingeroepen om de verstoorde orde tussen de Olympische goden onderling te herstellen. Ook lopen Xena en Gabrielle Titanen, cyclopen, furiën, centauren en Amazones tegen het lijf. Daarnaast spelen figuren uit de klassieke Griekse literatuur een rol, zoals Odysseus, en bekende oude Grieken als Hippokrates, Homerus en Sappho. Voor verhalen wordt tevens creatief geleend uit de Griekse geschiedenis, zoals de Trojaanse Oorlog en de Slag bij Marathon en tot slot zijn ook Bijbelse verhalen een bron van inspiratie.
In Xena: Warrior Princess is er geen sprake van reële tijdlijnen en de schrijvers deden dan ook in het geheel niet de moeite om de onwaarschijnlijkheden te verklaren of goed te praten. Zeker wanneer Xena en Gabrielle in latere seizoenen gaan reizen en de schrijvers uit de Oosterse en Germaanse mythologie en de Romeinse geschiedenis beginnen te putten wordt het onbegonnen werk ook maar een schijn van chronologie te bewaren. De intrigerende mix van historische en mythische elementen heeft bijgedragen aan de cultstatus die de serie al snel verwierf.

## Stijl en thematiek
De serie bedient zich van uiteenlopende stijlen. Sterk melodramatische afleveringen worden afgewisseld met lichtere komedies, die soms ronduit slapstick zijn. Twee afleveringen zijn gemaakt als een musical met originele soundtracks en ook het 'real life'-genre is op de korrel genomen. De scenarioschrijvers permitteren zich zo nu en dan alternatieve tijdlijnen en hanteren de vorm van de originele flashback: een terugblik op een periode voorafgaand aan het moment dat Xena besluit haar leven te veranderen (het beginpunt van de serie). Tot slot worden in een aantal afleveringen incarnaties van Xena en Gabrielle opgevoerd, wat de schrijvers de mogelijkheid geeft om de karakters in een meer hedendaagse omgeving te plaatsen.

## Actie
De constante factor in het format is het actiegehalte. In elke aflevering vinden handgevechten plaats waarbij Xena het met zwaard en chakram (een scherp rond wapen dat als een frisbee geworpen wordt) opneemt tegen één of meerdere tegenstanders, meestal grote groepen. De gevechten zijn tot in detail gechoreografeerd waardoor een schijn van realisme wordt gewekt, maar in de montage worden de scènes voorzien van niet serieus te nemen geluidseffecten. Hierdoor is het geweld in de serie eerder komisch dan schokkend en volgens de Amerikaanse filmkeuring geschikt voor alle leeftijden.
De flexibiliteit van het format creëert ruimte om verschillende thema's op uiteenlopende wijze aan de orde te stellen. Want hoewel de setting het oude Griekenland is, zijn de thema's verre van ouderwets – zelfs anachronistisch modern: eigen verantwoordelijkheid, persoonlijke vrijheid, spiritualiteit, religieuze tegenstellingen, machtsmisbruik, pacifisme, de kracht van liefde. De ethische dilemma's die worden aangeroerd worden zelden op een eenduidige manier opgelost en tegenstrijdigheid is aan de orde van dag in Xena: Warrior Princess. Een aflevering over de (on)rechtvaardigheid van de doodstraf voor halsmisdaden, staat bijvoorbeeld haaks op het dodelijke gemak en de onverschilligheid waarmee Xena week in week uit boeven in mootjes hakt.

## Subtekst
In Xena: Warrior Princess wordt veel gebruikgemaakt van zogenaamde 'subtekst': het scenario wordt zo geschreven dat men tussen de regels door alternatieve interpretaties van de situatie kan lezen. In dit geval is het mogelijk om de relatie tussen de hoofdpersonages Xena en Gabrielle als een lesbische butch/femme-relatie te beschouwen.
Toen de serie net begon woedden er felle discussies op het internet over de vraag of ze nu wel of niet geliefden waren, of dan toch ten minste verliefd op elkaar. Toen de producenten dat in de gaten kregen en bovendien begrepen dat lesbiennes in groten getale naar de serie keken, werd daar bewust op ingespeeld. Ook beide actrices droegen bewust bij aan de ambivalentie van de verhouding door bepaalde keuzes te maken bij de interpretatie en uitvoering van het script. Wie het niet opviel of het niet wilde zien, had er geen last van, terwijl de lesbische achterban toch bediend werd.
Hoewel de suggestie van een relatie tussen twee hoofdpersonages, of het scheppen van de mogelijkheid daartoe, niet ongewoon is in de televisie-industrie (denk bijvoorbeeld aan Mulder en Scully in The X-Files) was er in dit geval veel kritiek op. Sommigen vonden het een goedkoop marketingtrucje, terwijl anderen het juist beschouwden als een gebrek aan lef van de producenten, die blijkbaar bang waren van de buis gehaald te worden als de 'ware' aard van de relatie aan het licht zou komen.

## De rol van personages in de serie
De personages kunnen grofweg ingedeeld worden in vrienden en vijanden. Maar omdat veel vijanden vrienden worden, ligt een indeling gebaseerd op de mate van sterfelijkheid en oorsprong meer voor de hand. Zo zijn Ares en zijn broers en zusters goden, Hercules een halfgod en Xena, Gabrielle en Iolaus gewoon stervelingen.

#### Hoofdrollen
- Lucy Lawless: Xena
- Renée O'Connor: Gabrielle

- Zie verder: Lijst van personages uit Xena: Warrior Princess

## Namen en statistieken
- Xena: Warrior Princess werd afwisselend geproduceerd door Robert Tapert, R. J. Stewart, Liz Friedman, Eric Gruendemann, Alex Kurtzman, Roberto Orci, Sam Raimi en Steven L. Sears namens Renaissance Pictures voor Universal Studios.
- Er werden 134 afleveringen gemaakt door meer dan 40 verschillende regisseurs. De scripts werden geschreven door meer dan 30 verschillende auteurs. R. J. Steward schreef de meeste (24).
- De naam 'Xena' is afgeleid van het Griekse woord 'xenos', wat 'vreemdeling' betekent. De naam 'Gabrielle' betekent 'boodschapper van God' in het Hebreeuws.[1]
- De serie won één Emmy Award en werd daarnaast vijf keer genomineerd.